# Kautokeino

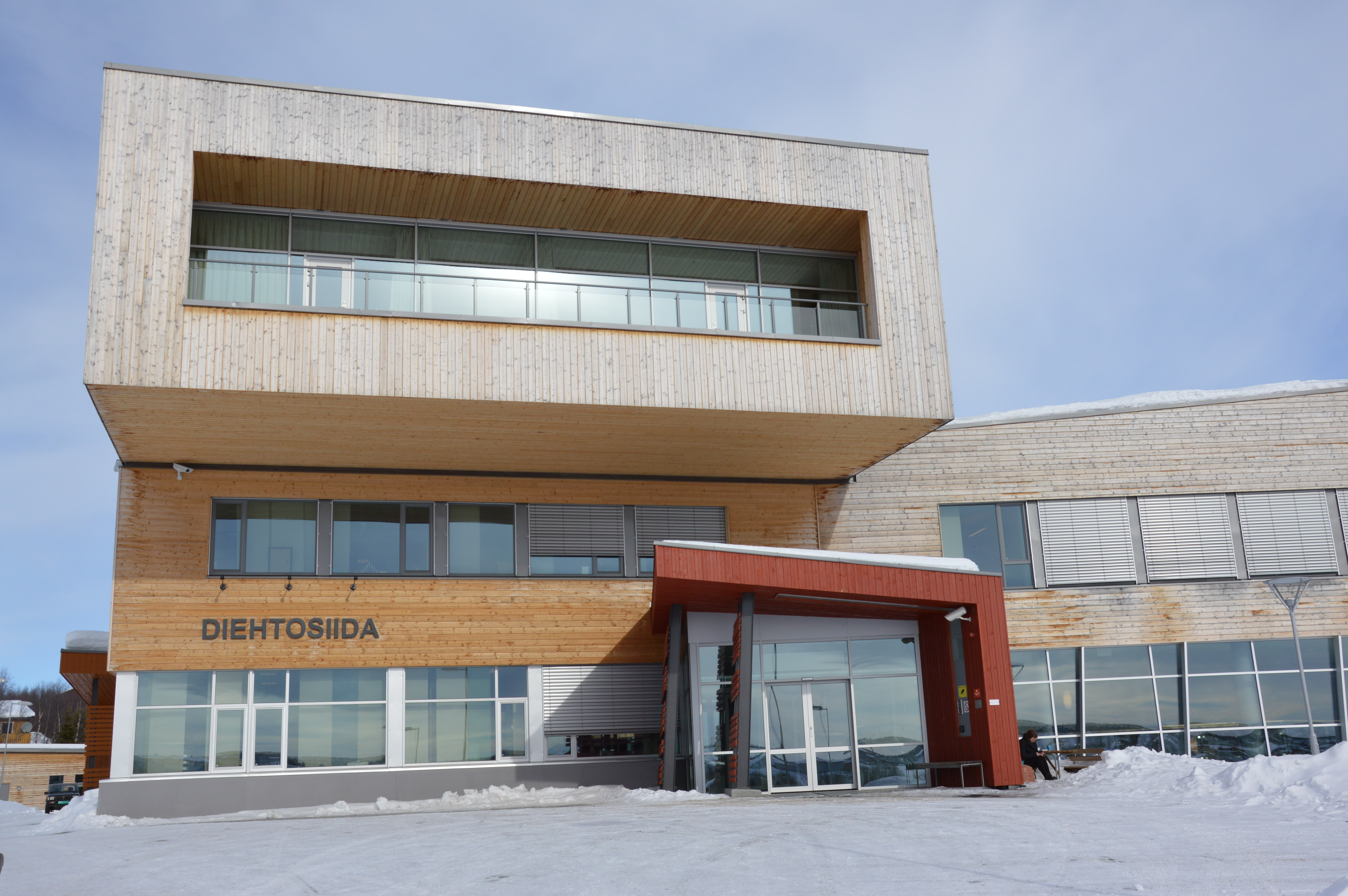
Samiska högskolan.

Kautokeino (nordsamiska: Guovdageaidnu) är en tätort som utgör centralort i den tvåspråkiga Kautokeino kommun i Finnmark fylke i norra Norge.
Kautokeino ligger på Finnmarksvidda vid Kautokeinoälven och Europaväg 45. Orten har omkring 1 300 invånare, vilket utgör omkring 45 % av befolkningen i Kautokeino kommun. I november 1852 ägde Kautokeinoupproret rum här.
Samiska högskolan, den första samiska högskolan med samiska som huvudspråk, är belägen i Kautokeino, liksom den samiska nationalteatern Beaivváš.
Närmaste flygplats med trafik är Alta flygplats, 108 kilometer norr om Kautokeino. Kautokeino flygplats är ett tidigare militärt flygfält, som ligger omkring tre kilometer norr om orten. Den har en 1.200 meter lång ej underhållen grusbelagd bana, saknar flygplatsinfrastruktur och kan inte i befintligt skick användas för reguljärt flyg.

## Bilder

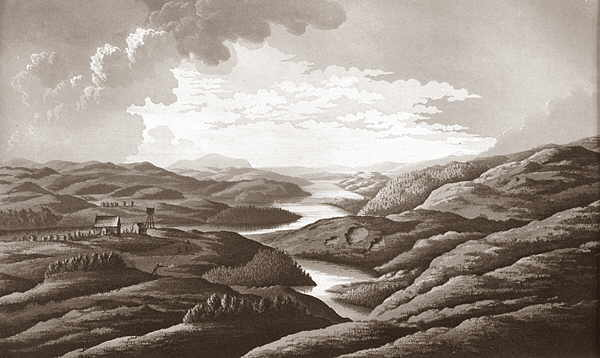
Kautokeino 1799, akvarell av Anders Fredrik Skjöldebrand
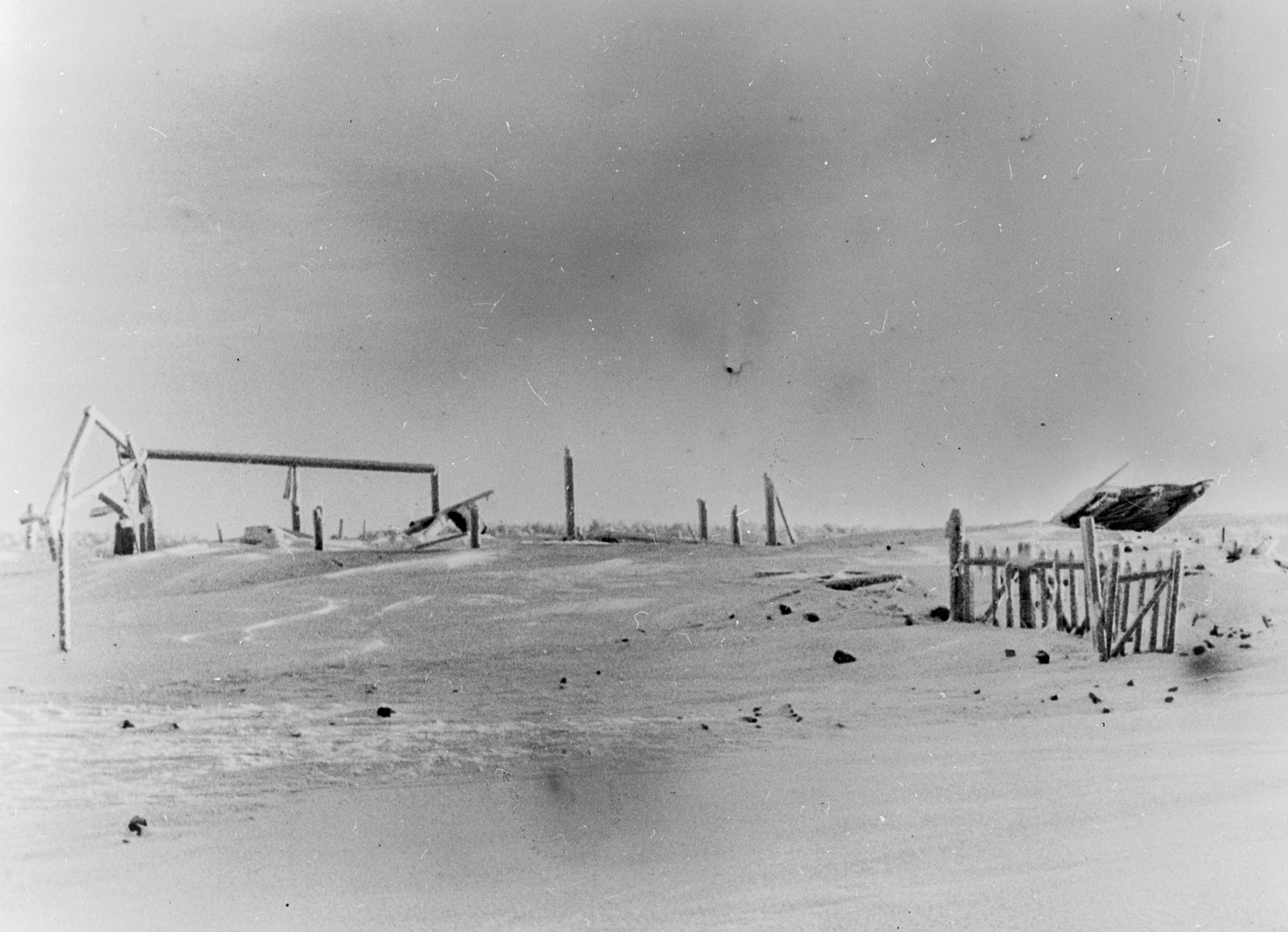
Nedbränd byggnad i Kautokeino efter den ryska reträtten 1944/1945, på platsen där idrottshallen ligger idag
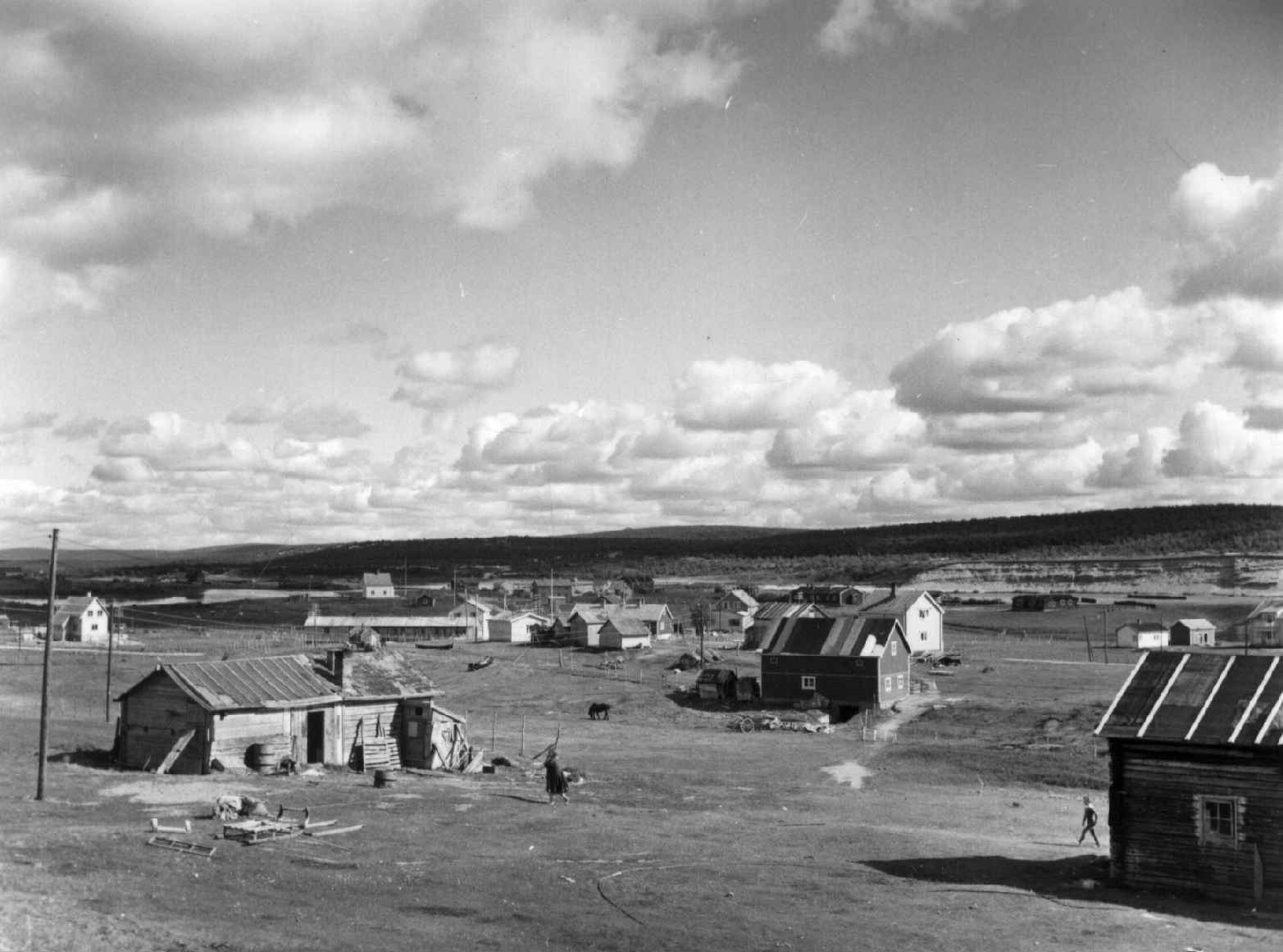
Kautokeino, 1956
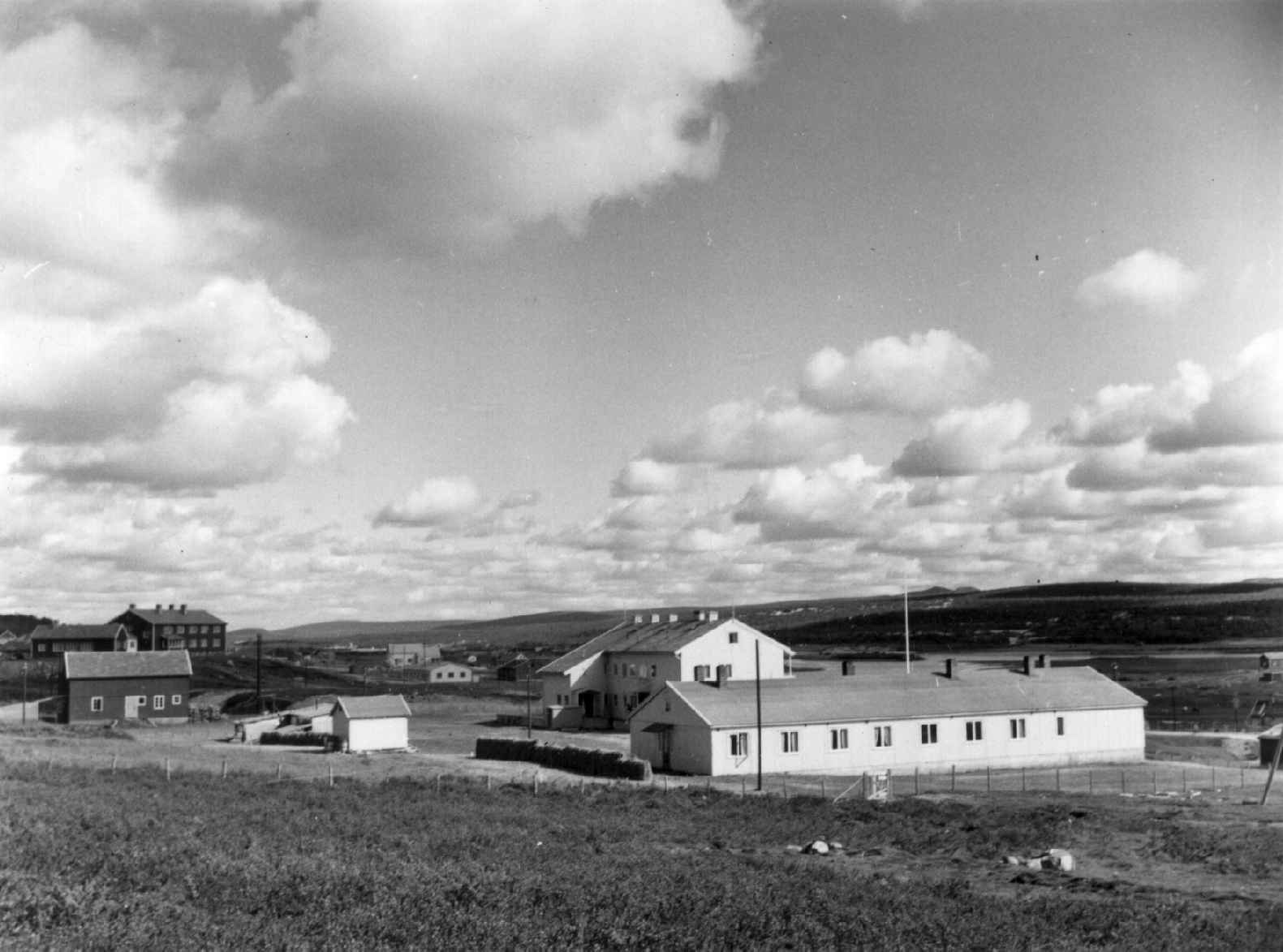
Kautokeinos sjukhus, ålderdomshem och hotell, 1956
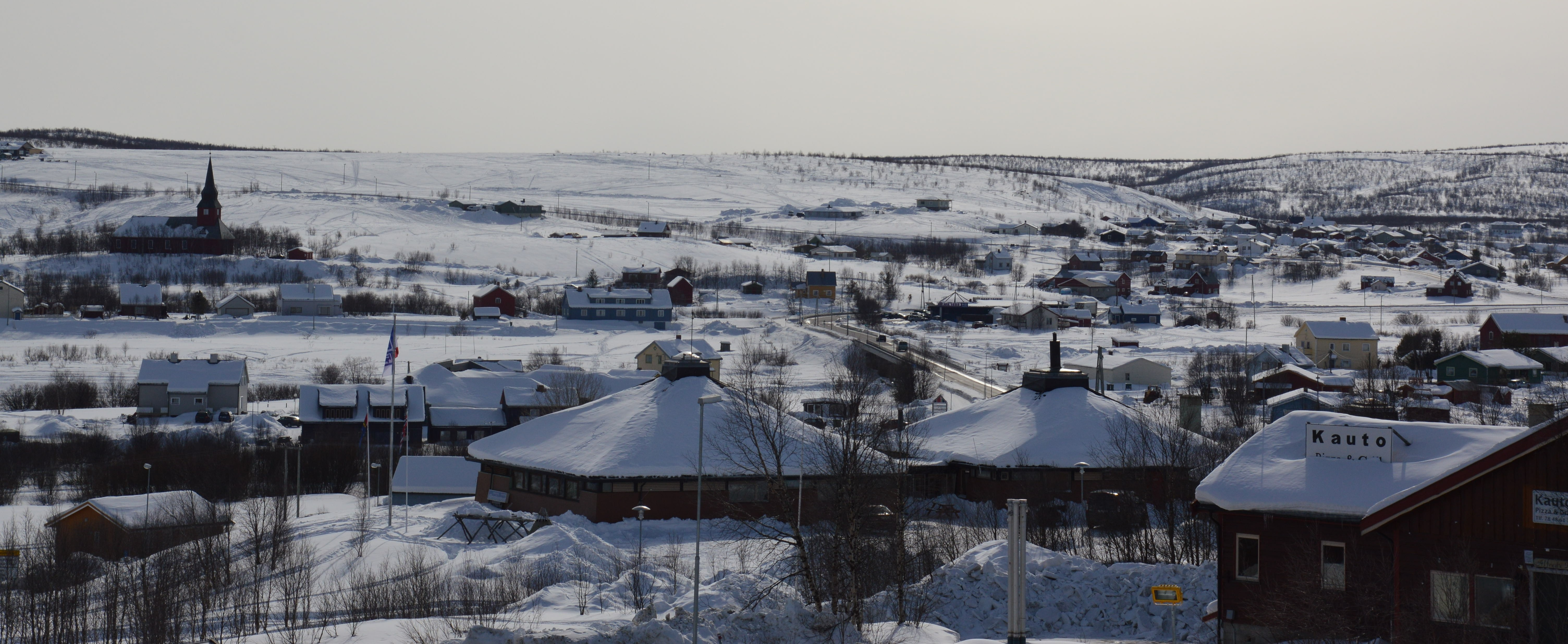
Vy åt sydost mot kyrkan
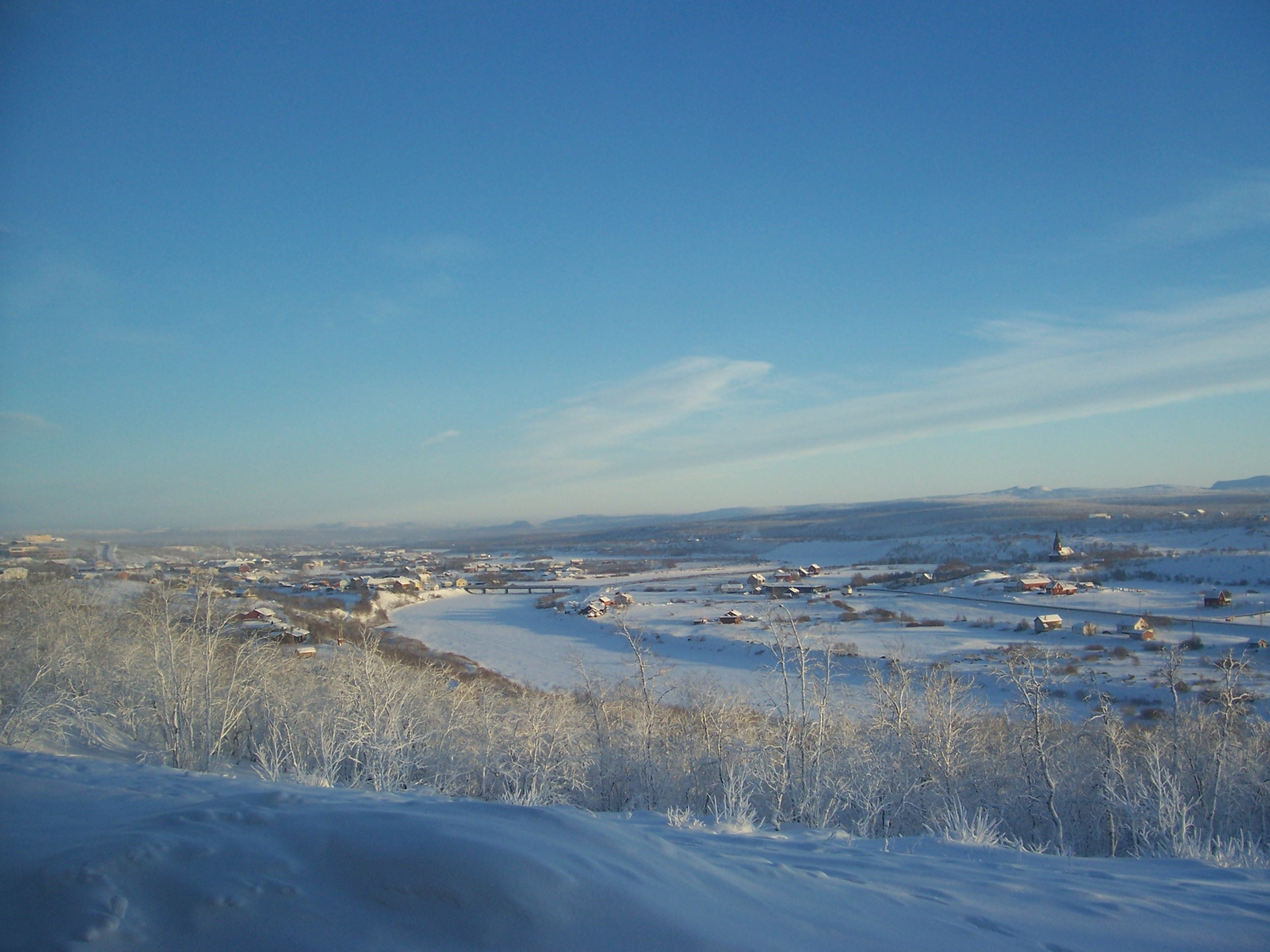
Vinterbild tagen norrut, med Kautokeino kyrka till höger i bilden
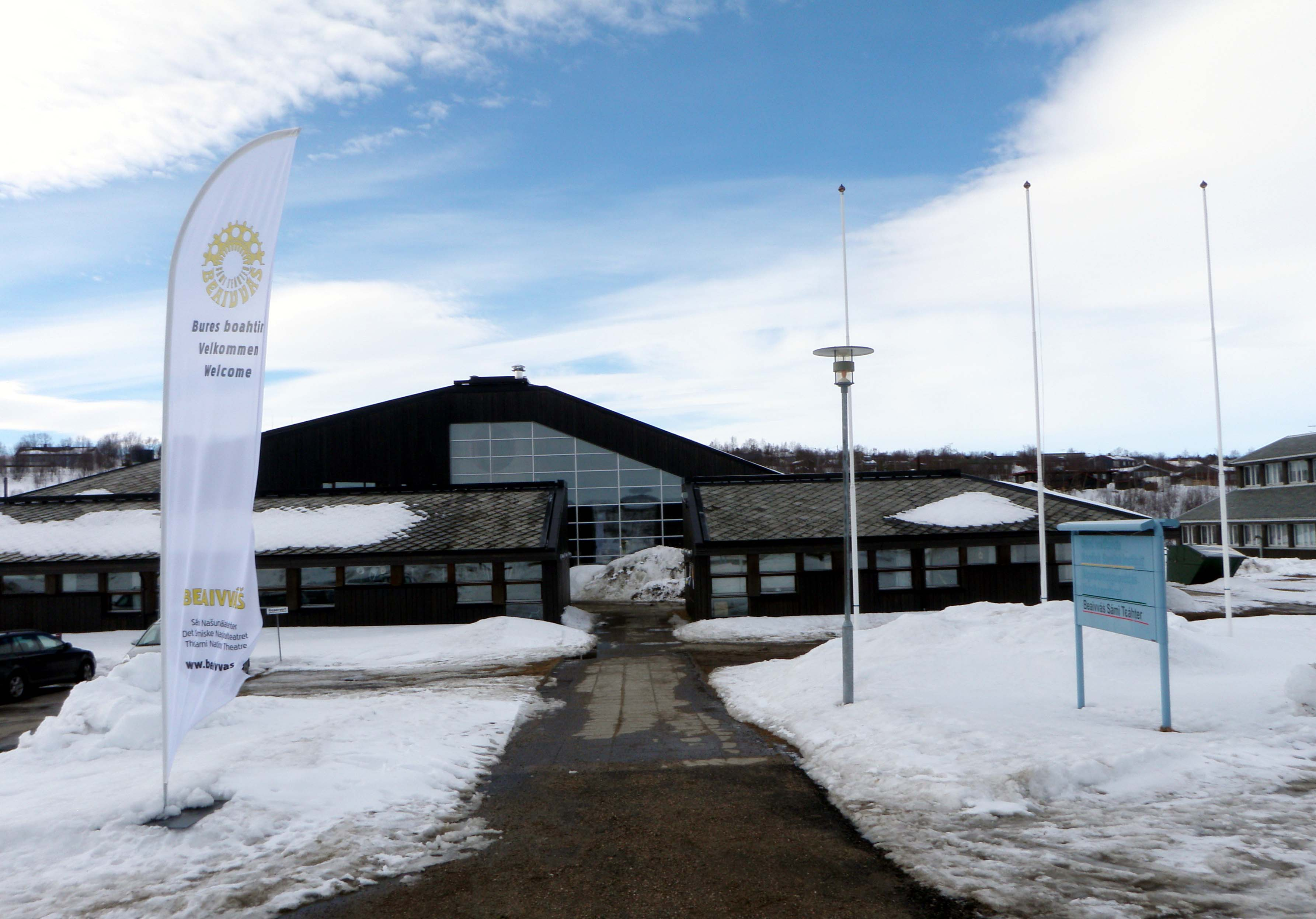
Kautokeino kulturbygg med bland annat Kautokeino bibliotek